# 採陰補陽
採陰補陽或采阳补阴是一種道教修煉方法，指男女通过性交达到体内的“阴阳平衡”，属于中国古代道家“房中术”的概念。采补之术在武侠小说中也多有提及，一般被认为是提高武功的手段，但是它的实际效果却无法得到科学证实。
道家的採陰補陽，本義是男性「交而不泄」，「數易女而莫數瀉精」。由於「女性性交的高潮可以加強男性的生命力，因此男性的性行為要盡量延長，以達到採陰補陽的目的。」
根據《千金要方》卷二十七：“夫房中術者，其道甚近，而人莫能行其法。一夜御十女，閉固而已，此房中之術畢矣。”